# Skorpion-Krustenechse

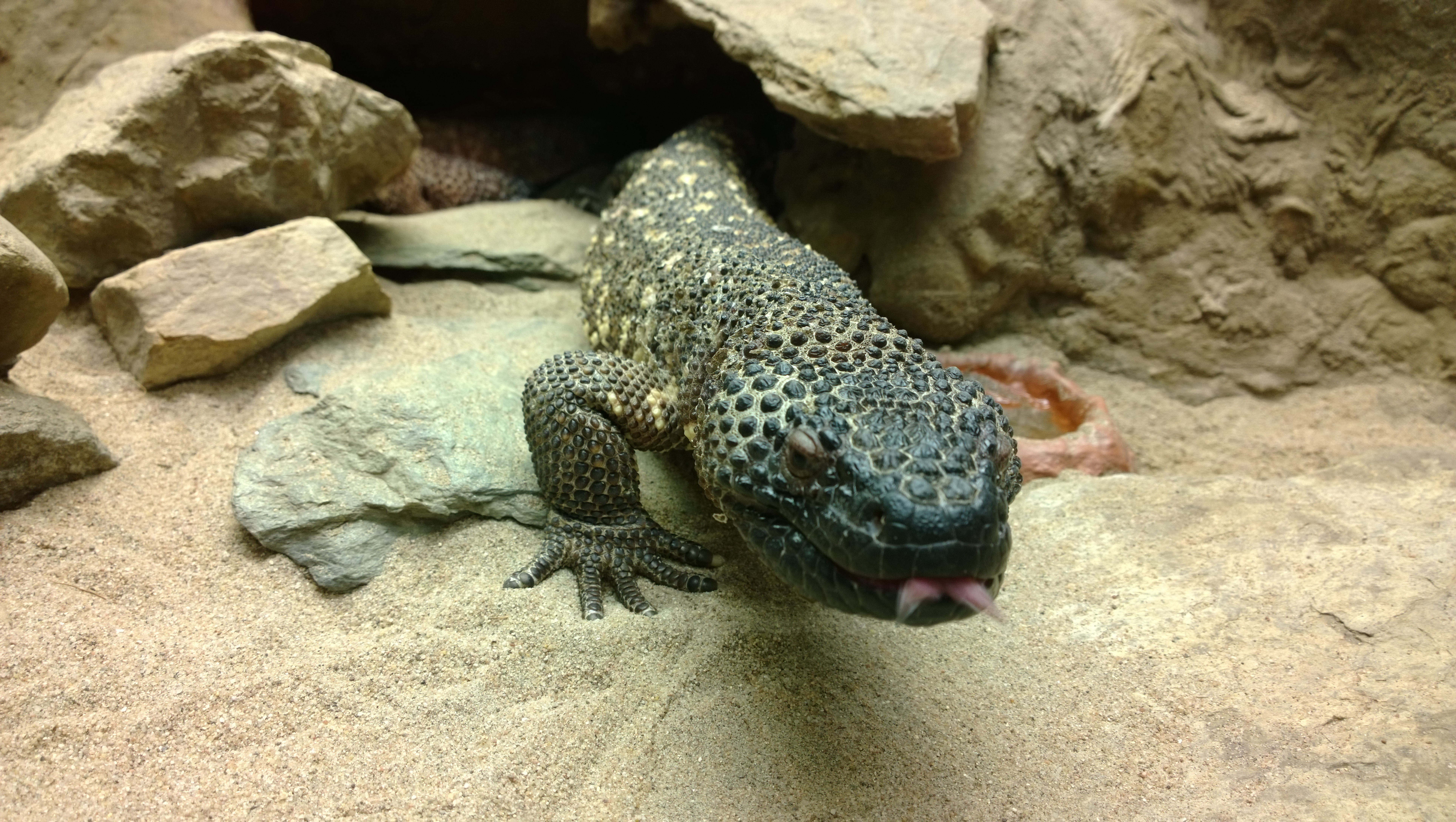
Skorpion-Krustenechse im Opel-Zoo nahe Frankfurt am Main

Die Skorpion-Krustenechse (Heloderma horridum) ist ein Vertreter der Krustenechsen (Helodermatidae). Sie gehört zu den wenigen Echsen, die Gift produzieren.

## Beschreibung
Die Skorpion-Krustenechse erreicht eine Körperlänge von 70 bis 87 Zentimetern. Die Echse hat einen großen Kopf, einen massig wirkenden Körper und kurze Beine mit scharfen Krallen. Die Rückenseite der Echse ist neben den gewöhnlichen Schuppen mit großen punktartigen Hornschuppen bedeckt. Die Bauchseite kennzeichnen flache, kaum verknöcherte und regelmäßig in Querreihen angeordnete kleine Schilder. Auffallend ist die helle oder gelbblasse Fleckung oder Sprenkelung, welche zusammen mit der restlichen schwarzen bis dunkelbraunen Haut eine kontrastreiche, auffällige Warnfärbung ergibt.

## Vorkommen
Die in Mexiko vorkommende, dämmerungs- und nachtaktive Krustenechse lebt in Trockenwäldern und trockenen Regionen mit flachem Gestrüpp. Die Unterart Heloderma horridum charlesbogerti kommt in Guatemala vor.

## Nahrung
Die Skorpion-Krustenechse ernährt sich von jungen Vögeln und Nagetieren, Eiern und kleineren Wirbeltieren. Die Beute wird mit dem Jacobson-Organ aufgespürt.

## Fortpflanzung
Die Weibchen legen in eine feuchte Erdgrube 4 bis 12 Eier. Nach 130 bis 188 Tagen schlüpfen die Jungtiere. Die Skorpion-Krustenechse erreicht nach etwa zwei Jahren ihre Geschlechtsreife.

## Gift
Die Skorpion-Krustenechse erzeugt in Unterlippendrüsen ein Toxin, das aus verschiedenen Komponenten besteht und zu den Zähnen des Unterkiefers weitergeleitet wird. Das darin enthaltene Gilatoxin, eine dem körpereigenen Enzym Kallikrein ähnliche Serinprotease, ist strukturell, biochemisch und funktional nahezu identisch mit dem Blarina-Toxin der Amerikanischen Kurzschwanzspitzmäuse. Das Gift wird in die Bisswunde durch Kaubewegungen einmassiert. Es dient als Verteidigungswaffe, während es beim Beutefang keine entscheidende Bedeutung hat. 

## Unterarten
Es gibt vier Unterarten, die Mitte 2013 den Status eigenständiger Arten erhielten:
- Heloderma horridum horridum (Wiegmann, 1829)
- Heloderma horridum alvarezi Bogert & Martên del Campo, 1956
- Heloderma horridum exasperatum Bogert & Martên Del Campo, 1956
- Heloderma horridum charlesbogerti Campbell & Vannini, 1988

## Gefährdung
Die Skorpion-Krustenechse wird in der Roten Liste der IUCN als „nicht gefährdet“ (least concern) geführt.